# Entremares
Entremares es una agrupación folklórica chilena proveniente desde Talcahuano. Es un grupo que combina letras románticas con el baile nacional chileno, y que, en las Fiestas Patrias de 2024, lideró el Top 50 de Spotify.

## Biografía
Su origen se debe, según explicó su vocalista Kristel Meyer al programa Bajo el mismo techo de Mega, a que comenzaron formando parte de un conjunto de cueca, pero hubo inconvenientes entre los grupos de baile y de canto. Luego, cuando debieron ponerle el nombre al grupo, barajaron opciones como "Los de Talcahuano" o "Los del Bío-Bío", sin embargo optaron por "Entremares", que según describe Meyer se debe a la comuna de Talcahuano donde se origina la agrupación, y a la privilegiada vista que tenía el conjunto en su casa en el Cerro David Fuentes.
Otra de las motivaciones de Meyer fue el acercar la cueca a todos los chilenos, ya que según ella, muchos de sus habitantes se avergonzaban de su baile nacional.
En el año 2018, lanzan el tema A tu lado, creado por Pedro Vásquez, el cual en el 2024 se posiciona en el primer lugar del Top 50 Chile de Spotify. Un año antes, se presentan con gran éxito en la última noche del Festival del Huaso de Olmué, logrando que el público pidiera que siguieran sobre el escenario.

## Integrantes
- Kristel Meyer [7]
- Mauro Stuardo [7]
- Hugo Celofan [7]
- Vicente Stuardo [7]
- Aracelli López [7]
- Daniel Sánchez [7]
- Claudio Zenteno [7]
- Matias Bravo [7]

## Discografía

### Álbumes
- La vida en versos (2018) [5]
- Vuelve a empezar (2018) [5]
- El amor en 48 compases (2018) [5]